# فرناندينيو (لاعب كرة قدم)
فرناندينيو هو لاعب كرة قدم برازيلي في مركز الدفاع، ولد في 1 يونيو 1991 في ريسيفي في البرازيل. لعب مع النادي الرياضي المركزي ونادي بورتيمونينسي.

## وصلات خارجية
- فرناندينيو (لاعب كرة قدم) على موقع قاعدة بيانات كرة القدم.إي يو (الإنجليزية)
- فرناندينيو (لاعب كرة قدم) على موقع Soccerway.com (الإنجليزية)